# Maureen Sanders
Maureen Sanders (18 juli 1997) is een Nederlands voetbalspeelster. Ze speelde 63 wedstrijden voor PSV in de Eredivisie.

## Statistieken
| Seizoen | Club   | Land      | Competitie | Wedstrijden | Doelpunten |
| ------- | ------ | --------- | ---------- | ----------- | ---------- |
| 2013/14 | PSV    | Nederland | BeNeLeague | 0           | 0          |
| 2015/26 | PSV    | Nederland | Eredivisie | 21          | 0          |
| 2016/17 | PSV    | Nederland | Eredivisie | 20          | 1          |
| 2017/18 | PSV    | Nederland | Eredivisie | 22          | 0          |
| Totaal  | Totaal | Totaal    | Totaal     | 63          | 1          |

Laatste update: september 2020

## Interlands
Sanders speelde 16 interlands voor Oranje O19.